# Tour d'Italie 1939
La 27e édition du Tour d'Italie s'est élancée de Milan le 28 avril 1939 et est arrivée à Milan le 18 mai. Ce Giro a été remporté par l'Italien Giovanni Valetti, tenant du titre.

## Équipes participantes
| N.    | Code | Équipe   |
| ----- | ---- | -------- |
| 1-7   | LEG  | Legnano  |
| 8-14  | FRE  | Frejus   |
| 15-21 | BEL  | Belgique |
| 22-28 | LYG  | Lygie    |
| 29-35 | BIA  | Bianchi  |
| 36-42 | OLY  | Olympia  |
| 43-49 | GLO  | Gloria   |
| 50-56 | GAN  | Ganna    |

| N.    | Code | Équipe             |
| ----- | ---- | ------------------ |
| 61-65 | LIT  | Il Littoriale      |
| 66-70 | MAN  | La Voce di Mantova |
| 71-75 | MOD  | UC Modenese        |
| 76-80 | DOP  | Dopolavoro di Novi |
| 81-85 | AZZ  | US Azzini          |
| 86-90 | VIG  | SC Vigor           |
| 91-95 | GEN  | SS Genova 1913     |

## Classement général
| Classement général final |                 |
| --- | --------------- |
| \| 1. Giovanni Valetti \| 88 h 2 min 00 s \| \| 2. Gino Bartali \| à 2 min 59 s \| \| 3. Mario Vicini \| à 5 min 07 s \| \| 4. Severino Canavesi \| à 7 min 55 s \| \| 5. Settimio Simonini \| à 16 min 40 s \| \| 6. Salvatore Crippa \| à 17 min 52 s \| \| 7. Giordano Cottur \| à 18 min 40 s \| \| 8. Cesare Del Cancia \| à 24 min 34 s \| \| 9. Cino Cinelli \| à 26 min 10 s \| \| 10. Bernardo Rogora \| à 27 min 40 s \| \| 89 partants, 54 arrivés \| \| |                 |
| 1. Giovanni Valetti | 88 h 2 min 00 s |
| 2. Gino Bartali | à 2 min 59 s    |
| 3. Mario Vicini | à 5 min 07 s    |
| 4. Severino Canavesi | à 7 min 55 s    |
| 5. Settimio Simonini | à 16 min 40 s   |
| 6. Salvatore Crippa | à 17 min 52 s   |
| 7. Giordano Cottur | à 18 min 40 s   |
| 8. Cesare Del Cancia | à 24 min 34 s   |
| 9. Cino Cinelli | à 26 min 10 s   |
| 10. Bernardo Rogora | à 27 min 40 s   |
| 89 partants, 54 arrivés |                 |

## Étapes
| Étape     | Date     | Villes étapes               | km       | Vainqueur d'étape | Leader du classement général |
| 1re étape | 28 avril | Milan - Turin               | 180      | Vasco Bergamaschi | Vasco Bergamaschi            |
| 2e étape  | 29 avril | Turin - Gênes               | 226      | Gino Bartali      | Gino Bartali                 |
| 3e étape  | 30 avril | Gênes - Pise                | 187      | Cino Cinelli      | Cino Cinelli                 |
| 4e étape  | 1er mai  | Pise - Grosseto             | 154      | Carmine Saponetti | Cino Cinelli                 |
| 5e étape  | 2 mai    | Grosseto - Rome             | 222      | Olimpio Bizzi     | Cino Cinelli                 |
| 6ea étape | 4 mai    | Rome - Rieti                | 85       | Carmine Saponetti | Cino Cinelli                 |
| 6eb étape | 4 mai    | Rieti - Monte Terminillo    | 14 (clm) | Giovanni Valetti  | Cino Cinelli                 |
| 7e étape  | 5 mai    | Rieti - Pescara             | 191      | Adolfo Leoni      | Cino Cinelli                 |
| 8e étape  | 6 mai    | Pescara - Senigallia        | 177      | Diego Marabelli   | Cino Cinelli                 |
| 9ea étape | 7 mai    | Senigallia - Forlì          | 116      | Glauco Servadei   | Secondo Magni                |
| 9eb étape | 7 mai    | Forlì - Florence            | 106      | Gino Bartali      | Giovanni Valetti             |
| 10e étape | 9 mai    | Florence - Bologne          | 120      | Olimpio Bizzi     | Giovanni Valetti             |
| 11e étape | 10 mai   | Bologne - Venise            | 231      | Pietro Chiappini  | Giovanni Valetti             |
| 12e étape | 11 mai   | Venise- Trieste             | 173      | Giordano Cottur   | Giovanni Valetti             |
| 13e étape | 13 mai   | Trieste - Gorizia           | 40 (clm) | Giovanni Valetti  | Giovanni Valetti             |
| 14e étape | 14 mai   | Gorizia - Cortina d'Ampezzo | 195      | Secondo Magni     | Giovanni Valetti             |
| 15e étape | 15 mai   | Cortina d'Ampezzo - Trente  | 256      | Gino Bartali      | Gino Bartali                 |
| 16e étape | 17 mai   | Trente - Sondrio            | 166      | Giovanni Valetti  | Giovanni Valetti             |
| 17e étape | 18 mai   | Sondrio - Milan             | 168      | Gino Bartali      | Giovanni Valetti             |

## Classements annexes
| Classement de la montagne | Gino Bartali     | ... points   |
| Deuxième                  | Giovanni Valetti | ... points   |
| Troisième                 | Michele Benente  | ... points   |
| Classement par équipes    | Frejus           | ...h ..' .." |

## Liste des coureurs
| Legnano | Fréjus | Belgique |
| - 1 Gino Bartali (Ita) 2e - 2 Pierino Favalli (Ita) ab.14° - 3 Secondo Magni (Ita) 12e - 4 Giovanni Cazzulani (Ita) 19e - 6 Franco Tosi (Ita) ab.14° - 7 Luciano Succi (Ita) ab.10° - 86 Mario De Benedetti (Ita) 41e         | - 8 Giovanni Valetti (Ita) 1e - 9 Olimpio Bizzi (Ita) 11e - 10 Cino Cinelli (Ita) 9e - 12 Guerrino Tommasoni (Ita) 39e - 13 Francesco Doccini (Ita) 51e - 14 Adeodato Mazantini (Ita) np.8° - 85 Ubaldo Venturi (Ita) ab.10°    | - 15 Gérard Desmedt (Bel) 50e - 16 Petrus Van Teemsche (Bel) 44e - 17 Albert Beckaert (Bel) 42e - 18 Theo Van Oppen (Bel) 30e - 19 Marcel Claeys (Bel) 52e - 20 Marcel Van Houtte (Bel) 48e - 21 Maurice Clautier (Bel) np.5° |
| Lygie | Bianchi | Olympia |
| - 22 Mario Vicini (Ita) 3e - 23 Giordano Cottur (Ita) 7e - 24 Walter Generati (Ita) 21e - 25 Adriano Vignoli (Ita) 28e - 26 Aimone Landi (Ita) ab.10° - 27 Attilio Masarati (Ita) ab.9°a - 28 Francesco Albani (Ita) ab.14°   | - 30 Adolfo Leoni (Ita) 22e - 31 Vasco Bergamaschi (Ita) 23e - 32 Diego Marabelli (Ita) 15e - 33 Carlo Romanatti (Ita) 38e - 34 Silvio Gosi (Ita) np.14° - 35 Guerrino Lunardon (Ita) np.9°a - 91 Mario Cipriani (Ita) np.14°   | - 36 Enrico Mollo (Ita) 26e - 37 Pietro Rimoldi (Ita) 47e - 38 Michele Benente (Ita) 14e - 39 Ruggero Balli (Ita) np.8° - 40 Luigi Cafferata (Ita) ab.2° - 41 Faustino Montesi (Ita) 45e - 42 Giuseppe Pelassa (Ita) ab.16°   |
| Gloria | Ganna | Il Littoriale |
| - 43 Severino Canavesi (Ita) 4e - 44 Ezio Cecchi (Ita) 32e - 45 Bernardo Rogora (Ita) 10e - 46 Augusto Introzzi (Ita) 16e - 47 Luigi Macchi (Ita) ab.3° - 48 Quirico Bernacchi (Ita) np.6°a - 49 Mario Zaffaroni (Ita) hd.6°b | - 50 Cesare Del Cancia (Ita) 8e - 51 Glauco Servadei (Ita) 13e - 52 Salvatore Crippa (Ita) 6e - 53 Giuseppe Sabatini (Ita) 18e - 55 Giacinto Gentile (Ita) 25e - 56 Cesare Maganzani (Ita) ab.16° - 57 Oreste Sartori (Ita) 27e | - 61 Settimio Simonini (Ita) 5e - 62 Pierino Chiappini (Ita) 49e - 63 Remo Cerasa (Ita) np.9°a - 64 Natale Mantini (Ita) ab.14° - 65 Elvio Palla (Ita) 46e                                                                    |
| La Voce Di Montova | UC Modenese | Dopolavoro Di Novi |
| - 66 Riccardo Menapace(Ita) ab.10° - 67 Carmine Saponetti (Ita) ab.16° - 68 Guerrino Amadori (Ita) 33e - 69 Bruno Pasquini (Ita) 20e - 70 Gino Malavasi (Ita) 35e                                                             | - 71 Marco Cimatti (Ita) ab.8° - 72 Mario Ricci (Ita) ab.14° - 73 Elio Maldini (Ita) np.13° - 74 Corrado Ardizzoni (Ita) ab.4° - 75 Renzo Silvestri (Ita) 34e                                                                   | - 76 Raffaele Di Paco (Ita) ab.14° - 77 Primo Zuccotti (Ita) 29e - 78 Lorenzo Mazzarello (Ita) ab.14° - 79 Carlo Moretti (Ita) 37e - 80 Giovanni Bisio (Ita) np.14°                                                           |
| UC Azzini | S.C Vigor | S.S Genova 1913 |
| - 81 Gino Scappini (Ita) np.10° - 82 Fulvio Montini (Ita) 40e - 83 Serafino Santambrogio (Ita) 54e - 84 Berto Gualberto (Ita) ab.16°                                                                                          | - 5 Aladino Mealli (Ita) 17e - 87 Enrico Pacini (Ita) ab.10° - 88 Ruggero Moro (Ita) 43e - 89 Amilcare Amisano (Ita) 36e - 90 Spirito Godio (Ita) 24e                                                                           | - 92 Enrico Mara (Ita) np.14° - 93 Wladimiro Lazzarini (Ita) np.13° - 94 Ivo Mancini (Ita) 53e - 95 Umberto Mariotti (Ita) np.1° - 96 Lino Marini (Ita) 31e                                                                   |

## Sources
- (nl) Cet article est partiellement ou en totalité issu de l’article de Wikipédia en néerlandais intitulé « Ronde van Italië 1939 » (voir la liste des auteurs).